# 丸山駅 (樺太)
座標: 北緯47度6分14秒 東経142度37分14秒 / 北緯47.10389度 東経142.62056度
丸山駅（まるやまえき）は、樺太豊栄郡豊北村に存在した鉄道省川上線の駅。

## 歴史
- 1922年（大正11年）4月10日 - 樺太庁鉄道川上線の川上温泉駅（かわかみおんせんえき）として開業。
- 1941年（昭和16年）4月1日 - 丸山駅に改称。
- 1943年（昭和18年）4月1日 - 樺太の内地編入にともない、樺太庁から鉄道省に移管。
- 1945年（昭和20年）8月 - ソ連軍が南樺太へ侵攻、占領し、駅も含め全線がソ連軍に接収される。
- 1946年（昭和21年）
  - 2月1日 - 日本の国有鉄道の駅としては、書類上廃止。
  - 4月1日 - ソ連国鉄に編入。ロシア語駅名は「ラズエーズド10キロメートル」。
- 1997年 - 旅客運輸廃止。
- 2004年 - 廃止。

## 運行状況
- 上りは豊原駅行き、下りは川上炭山駅行きで、日に4往復の旅客列車があった。

## 駅周辺
- 川上温泉（現シネゴールスキエ・ミネラーリヌィエ・ヴォードゥイ）（ロシア語表記「Синегорские Минеральные Воды」 - 旧ソビエト時代の施設名称は「シネゴルスク・サナトリウム」。 - 豊原市（現ユジノサハリンスク市）中心部より北西約50km先に立地（現在の最寄り駅はシネゴルスク線（旧国鉄川上線）クリューチ駅（旧国鉄本川上駅）。2000年代前半頃迄には、シネゴルスク・サナトリウム行き専用列車「マトーリサ号」が運行されていた）。1969年（昭和44年）～1981年（昭和56年）の期間を経て旧ソ連により洋風施設化された。現在は予約さえしていれば外国人旅行者も含め誰でも利用可能（同じく予約が必要だが、日帰り利用も可能）。屋内熱帯植物園なども併設。シネゴールスキエ・ミネラーリヌィエ・ヴォードゥイ公式HP、解説HP1、解説HP2、グーグル・マップ

## 隣の駅
鉄道省樺太鉄道局
川上線
本川上駅 - 丸山駅 - 奥川上駅